# Mill Pond Lake (Iron River)
Der Mill Pond Lake ist ein See westlich von Iron River im Bayfield County im Norden des  US-Bundesstaates Wisconsin. Nördlich des Sees verläuft die U.S. Highway 2. Der See wird vom Iron River gespeist.
Die Fläche des Sees beträgt 31,96 Hektar, die durchschnittliche Tiefe 1,8 Meter die maximale Tiefe 5,1 Meter. Der Grundboden besteht zu 70 Prozent aus Sand, der Rest ist Moorerde.
Der Mill Pond Lake hat einen Anlegeplatz für kleine Boote. Im See sind unter anderem folgende Fischarten ansässig: Hecht, Forellenbarsch und Glasaugenbarsch sowie verschiedene kleinere Speisefische („panfish“).